# 622. pehotni polk (Wehrmacht)
Za druge 622. polke glejte 622. polk.
622. pehotni polk (izvirno nemško Infanterie-Regiment 622) je bil eden izmed pehotnih polkov v sestavi redne nemške kopenske vojske med drugo svetovno vojno.

## Zgodovina
Polk je bil ustanovljen 14. septembra 1940 V WK VII ter dodeljen 554. pehotni diviziji.
Zaradi hitrega zaključka francoske kampanje je bil polk 4. avgusta 1940 razpuščen; bataljoni so bili reorganizirani v samostojne Heimatwach bataljone.